# Roter Frontkämpferbund

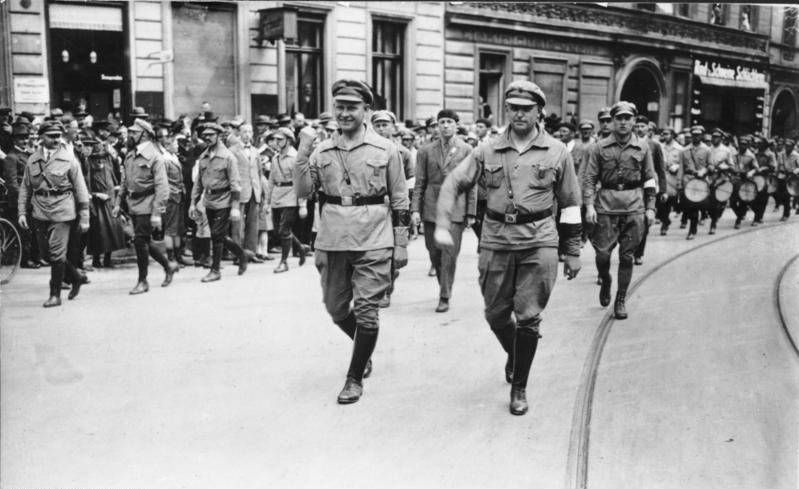
I leader comunisti Ernst Thälmann (sinistra) e Willy Leow (destra) in testa alla parata dei militanti del Rotfrontkämpferbund durante il loro raduno nazionale tenutosi a Berlino nel giugno del 1927.

Il Roter Frontkämpferbund (RFB), abbreviato in Rotfrontkämpferbund, in italiano Lega dei Combattenti del Fronte Rosso, fu l'organizzazione armata del Partito Comunista di Germania (KPD), creata il 18 luglio 1924 durante la Repubblica di Weimar. Il primo leader dell'organizzazione fu Ernst Thälmann. Il compito dell'organizzazione era quello di essere il braccio militare della KPD, e per questo motivo spesso si scontrava nelle strade delle città tedesche con altre forze paramilitari di destra ed in particolare con l'organizzazione paramilitare del Partito Nazionalsocialista, conosciuta con il nome di Sturmabteilung (SA). La RFB fu sciolta nel 1932 con la messa fuorilegge della KPD.

## Motto e giornale
Il motto della RFB era: Rot Front! ("Fronte Rosso!") che veniva pronunciato mentre veniva effettuato il saluto con il braccio destro alzato ed il pugno chiuso nel tipico gesto di saluto socialista e comunista.
Oltre a ciò l'organizzazione era provvista anche di un inno le cui parole furono composte da Erich Weinert e messe poi in musica da Hanns Eisler che scrisse il motivo musicale nel 1928.
Il Rotfrontkämpferbund possedeva inoltre un proprio organo ufficiale di stampa dal nome Die Rote Front.
Era inoltre presente anche una giovanile per i ragazzi dai 16 ai 21 anni dal nome Rote Jungfront (in italiano: "Fronte giovanile rosso").